# Ruta 28 (Chile)
La ruta 28 es una ruta nacional que se encuentra en el norte Grande de Chile sobre la Región de Antofagasta. En su recorrido de 15,7 km totalmente asfaltados une la ruta 5 Panamericana con Antofagasta y la costera ruta 1 a lo largo de la quebrada La Negra.
Conecta de manera indirecta a la ciudad con el resto del país. Por esta razón es una vía muy transitada por los trabajadores de las empresas en la Ciudad Industrial La Negra, siendo además utilizada por los autobuses interurbanos,camiones,locomoción colectiva y viajeros.
Antes de ingresar al espacio urbano de la comuna, la carretera pasa a llamarse Avenida de la Minería, vía que finalmente converge con la avenida Universidad de Chile. En su porción como Avenida, la vía posee un acceso dirigido hacia la población Jardines del Sur y otro acceso dirigido hacia la población Coviefi.
Actualmente la ruta posee doble vía en toda su extensión. Además se construyó un enlace tipo trébol con la ruta 5, punto de inicio de la concesión de la Ruta 5 operada por Autopistas de Antofagasta hacia el norte.

## Ciudades y localidades
Los accesos inmediatos a ciudades y localidades, y las áreas urbanas por las que pasa esta ruta de este a oeste son:

### Región de Antofagasta
Recorrido: 15 km (kilómetro 0 a 15). Al sur de Antofagasta la ruta se denomina como Avenida de la Minería.
- Provincia de Antofagasta: acceso a población Coviefi (km 14), acceso a población Jardines del Sur (km 14), Antofagasta (km 14-15).